# Зотиков, Алексей Львович
Зотиков Алексей Львович (род. 24 февраля 1960, Киев) —  украинский журналист, сценарист. Кандидат исторических наук (1986).
Родился 24 февраля 1960 в Киеве. Окончил исторический факультет Киевского государственного университета им. Т. Шевченко (1982) и аспирантуру Института этнографии им. Н. Миклухо-Маклая АН СССР (1986).
Автор ряда научно-популярных фильмов, снятых на студии «Киевнаучфильм». Автор и ведущий исторически-краеведческой программы «Телемания» (студия «1+1», Украина, 104 выпуска, 1996—1998)), ежедневной познавательной программы о Киеве «Дай пять!» (телеканал ТЕТ, 516 выпусков, 1997—2000), прямоэфирной еженедельной программы «Тайный мир» (Новый канал, 2000—2001). Сценарист документального сериала про историю Одессы «Это делалось в Одессе» («5 канал», Санкт-Петербург). Его авторству принадлежит немало статей на историческую, этнографическую, краеведческую тематику, посвящённых известным личностям украинского прошлого.
Фильмография:
1. «Зелёная Украина» — цикл фильмов о переселенцах с Украины на Дальний Восток России и в Китай (пять фильмов, 2002, эфир- телеканал СТБ)
2. «200 лет спустя. Вновь на юге» — цикл юбилейных телепрограмм (21 выпуск) о А. С. Пушкине, эфир — телеканал «Интер», 1999)
3. «Дорога домой» — цикл фильмов о культурных регионах Украины (15 фильмов, эфир телеканала «Интер» 2003—2004)
4. Документальный телесериал «За далью века» (10 серий, эфир — ТРК «Эра» 2005+)
5. Документальный телесериал «Это делалось в Одессе»(4 фильма, «5 канал-Петербург» (Россия, 2007—2008))
6. Документальный телесериал «Живая память региона» (10 фильмов, эфир — ТРК «Эра» и 34-й и 51-й каналы Днепропетровского областного телевидения, 2010)
7. Документальные фильмы «Круг Радости», ТРК «Эра», 2011
8. «Кіевъ-Столыпино-Київ» , ТРК «Эра», 2011
9. «На его территории», ТРК «Эра», 2011
10. «Ожерелье для единственной», ТРК «Эра», 2011
11. «Его звали Дед» ТРК «Эра», 2011